# Брискорн, Александр Максимович (1769)
Александр Максимович Брискорн (1769—1823) — русский военный инженер, генерал-майор.

## Биография
Родился в 1769 году (по другим данным в 1773 году). В детстве болел оспой, которую от него привили великому князю Александру Павловичу — будущему императору Александру I. Когда великий князь благополучно перенес болезнь, мальчика записали в Инженерный корпус.
В военной службе находился с 1785 по 1823 годы. Чины: капитан (1791), подполковник (1797), полковник (1798), инженер-генерал-майор (1805). Служил в Риге, затем в Петербурге. В 1795 году был полковником инженерной службы в Фридрихсгаме.
Брискорн был командующий Петербургским военным округом. В 1810 году, когда Инженерная школа была преобразована в Инженерное училище, он стал его начальником и руководил до 1819 года. Умер в 1823 году.
По отзыву Н. И. Греча, в молодости Брискорн был «человек умный, приятный, хороший актер и большой забавник. Потом, живя по службе в Риге, он онемечился, толковал о немецкой литературе, о Шиллере, о Гёте. Потом стал он придерживаться чарочки и обратился в гернгутеры, вышел в отставку и поселился в Петербурге в доме, купленном у шурина своего Шауфуса, на Выборгской стороне, подле Сампсониевского кладбища».

## Брискорн как переводчик
А. М. Брискорн, будучи почитателем католического миссионера И. Е. Госснера (1773—1858), находясь в отставке, принял участие в переводе толкований Госснера «Евангелия от Матфея», направленных против Русской православной церкви. Был признан виновным по делу Госснера, но до объявления приговора не дожил.
Виновные лица по этому делу:

1. И. Е. Госснер виновен и уже наказан.
2. Цензоры К. К. Поль и А. С. Бируков виновны в одобрении напечатания книги на немецком и русском языках, так как она подлежала духовной цензуре.
3. Переводчики А. М. Брискорн, Ф. А. Трескинский, И. Ф. Яковкин виновны в том, что, видя вредность книги, приняли на себя её перевод.
4. В. М. Попов виновен в том, что не только не остановил печатания, но излагал собственные мысли в том же духе, позволил себе письменный отзыв, критикующий указы правительства, своими поправками к переводу оказывал давление на цензуру.
5. Издатели не могут быть обвинены в печатании разрешенной цензурой книги, но они не имели права отдавать из типографии печатные экземпляры и в том виновны.

## Награды
- Награждён орденом Св. Георгия 4-й степени (№ 2206; 26 ноября 1810).
- Также награждён орденами Св. Владимира 3-й степени и Св. Иоанна Иерусалимского (22 августа 1800).